# Giovanni Gennari
Giovanni Gennari (Brescia, 17 gennaio 1921 – Brescia, 8 aprile 1990) è stato un calciatore italiano, di ruolo portiere.

## Carriera
Dopo gli esordi con l'Enal Breda, disputa il Campionato Alta Italia 1944 difendendo la porta del Brescia.
Nel dopoguerra è ancora nella rosa del Brescia che milita nel campionato di Divisione Nazionale 1945-1946 come secondo portiere alle spalle di Gino Merlo. Nella stagione successiva è alla Reggiana, dove insieme ad Antoniani fa da vice a Livio Martinelli.
Torna a giocare un campionato da titolare nel 1947-1948 debuttando in Serie B con la Cremonese, squadra con cui disputa due campionati cadetti per un totale di 71 presenze.